# 데바굽타
데바굽타는 카나우지 왕국에 의해 동쪽 부분을 정복당하기 전에 마가다 제국의 서쪽 잔존령이었던 말와 왕국을 다스렸던 마지막 후굽타 왕이었다. 그는 마하세나굽타의 장남이었고 후굽타 왕조의 일원이었다. 데바굽타는 타네사르-카나우지 동맹에 대항하기 위해 가우다의 샤샹카와 말와-가우다 동맹을 설계한 것으로 알려져 있다. 동맹은 처음에 성공적이었고, 데바굽타의 군대는 카나우지에 도달하여 카나우지 국왕을 죽였다. 그러나 타네사르 국왕인 라지야바르다나 2세가 말와를 정복하고 데바굽타를 죽였고, 라지야바르다나 자신은 가우다와의 전쟁에서 죽었다. 하르샤는 그의 뒤를 이어 가우다의 침략을 물리쳤다.
데바굽타의 패배 이후 마하세나굽타의 다른 두 아들은 카나우지로 보내졌고, 하르샤는 마다바굽타를 자신의 봉신으로서 카나우지 왕위에 복위시켰다.

## 배경
마가다 제국은 6세기에 세력이 크게 감소했다. 처음에 제국의 속국이었던 카나우지 왕국은 독립을 선언했고 자주 제국과 전쟁을 했다. 서기 575년에 카나우지의 샤르바바르만이 제국의 중심을 구성하는 제국의 동쪽 절반을 정복했다. 마하세나굽타는 말와에 있는 제국의 동쪽 잔존 영토로 탈출하여 말와 왕국을 다스렸다.
데바굽타는 서기 601년에 마하세나굽타로부터 왕위를 물려받았다. 데바굽타는 왕국의 북쪽에 있는 새로운 타네사르-카나우지 동맹을 경계했고 그것을 파괴하려고 했다. 그는 타네사르-카나우지 동맹에 대항하기 위해 가우다의 샤샹카와 동맹을 맺었고 말와-가우다 동맹을 결성했다.

## 몰락
동맹은 초기에 성공적이었고 데바굽타의 군대는 카나우지에 도달하여 카나우지의 그라하바르만 왕을 죽였다. 그러나 606년 타네사르 국왕 라지야바르다나 2세가 말와를 정복하며 데바굽타는 살해되었다. 라지야바르다나 2세는 가우다와의 전쟁에서 죽었으며, 하르샤는 그의 뒤를 이어 가우다의 침략을 물리쳤고 마침내 전쟁에서 승리했다.